# نشان تانیک
نشان تانیک (۱۹۴۹ در ارومیه - ۲۰۱۶ در تهران) مجسمه‌ساز ارمنی‌تبار اهل ایران بود. وی از پایه‌گذاران و بانیان موزه‌های مردم‌شناسی گنجعلی خان کرمان، سعدآباد، تبریز، شاهرود و رشت و موزه پست و بسیاری دیگر از موزه‌های ایران بود.

## زندگی‌نامه
در سال ۱۹۴۹ میلادی (۱۳۲۸ خورشیدی) در ارومیه به دنیا آمد وی از کودکی علاقهٔ فراوانی به هنر مجسمه‌سازی نشان می‌داد و به همین سبب نیز مدتی نزد جوادبیک زاکاتالی و حسن ارژنگ به فراگیری این هنر پرداخت.
از سال ۱۹۶۶ (۱۳۴۵) عمده فعالیت وی محدود به فعالیت در موزهٔ مردم‌شناسی گذشت از کارهای مهم وی می‌توان به پیکره‌های موجود در موزه‌های مردم‌شناسی در سعدآباد تهران، اردبیل، ارومیه، رشت، زنجان و شاهرود اشاره نمود وی همچنین سال‌ها مسئولیت کارگاه پیکره‌سازی موزه مردم‌شناسی را بر عهده داشته است.
از دیگر فعالیت‌های تانیک می‌توان به تهیهٔ لوازم صحنه و دکور برای چندین فیلم و مجموعهٔ تلویزیونی تاریخی اشاره کرد مجسمهٔ استاد شهریار و نیم تنهٔ مرد نمکی از کارهای اخیر وی می‌باشند.
نشان تانیک به پاس خدماتش در طی سالیان متمادی به هنر ایران، در سال ۱۹۹۹ (۱۳۷۸) مفتخر به دریافت مدرک دکتری هنر وزارت فرهنگ و ارشاد اسلامی گردید و تا کنون چندین بار طی مراسم مختلف از مقام هنری وی تجلیل به عمل آمده است.

## درگذشت
صبح سه‌شنبه ۲۰۱۶ (۹ شهریور ۱۳۹۵) به علت ایست قلبی درگذشت و روز پنجشنبه، ۱۱ شهریورماه در آرامستان ارامنه تهران (بوراستان) در جاده خاوران به خاک سپرده شد.

## فعالیت‌ها
پیکره کمال الملک، نقش برجسته استاد شهریار، پیکره جدال شیر و اژدها، ترمیم پیکره مرد نمکی، طراحی و ساخت موزه آب در مجموعه سعدآباد و طراحی و ساخت وسایل مجموعه‌های تلویزیونی سلطان صاحب قران، میرزا کوچک خان و امیر کبیر از آثار وی محسوب می‌شوند.